# اسلام‌آباد (گنبد کاووس)
اسلام‌آباد روستایی در دهستان فجر بخش مرکزی شهرستان گنبد کاووس استان گلستان ایران است.

## جمعیت
بر پایه سرشماری عمومی نفوس و مسکن در سال ۱۳۹۵ جمعیت این مکان ۱٬۲۷۶ نفر (۳۷۱ خانوار) بوده‌است.